# Matija Balović
Matija Andrijin Balović  (1633. – 1716.), gradski sudac, gradski kapetan Perasta.

## Životopis
Rođen u hrvatskoj patricijskoj obitelji iz Perasta Balovićima. Sin je Andrije, prokuratora crkve sv. Nikole u Perastu i peraške općine. Matija je imao šestero djece,redom to su Julije, Krsto, Ivan, Marko, Tripo i Martin.
Bio je odlikovani kapetan peraške čete od 11 čuvara mletačke zastave. Odlikovanje je dobio za čuvanje ratne zastave na mletačkom admiralskom brodu u Morejskom ratu krajem 1695.
Dužnost gradskog suca obnašao je četiri puta. Gradski kapetan Perasta bio je u jednom mandatu.